# Brigitte Ahrenholz
Brigitte Ahrenholz   (Potsdam, 8 d'agost de 1952 - Werder (Havel), 4 de març de 2018 ↔ 7 d'abril de 2018) fou una remadora alemanya que va competir durant la dècada de 1970.
El 1976 va prendre part en els Jocs Olímpics de Mont-real, on guanyà la medalla d'or en la competició del vuit amb timoner del programa de rem. En el seu palmarès també destaca una medalla d'or al Campionat del món de rem de 1974 i una de plata i una d'or al Campionat d'Europa de rem de 1971 i 1973 respectivament.
Després de la seva carrera esportiva va estudiar medicina i va exercir de cirurgiana a Werder.